# かじ屋のビック
『かじ屋のビック』は、1960年10月2日から1961年4月2日まで、NHK総合テレビで放送された日本の人形劇（全25回）。

## 概要
森に住む心優しいかじ屋さんのビックが、森の仲間たちと繰り広げる物語。人形劇シリーズ『マリオネット』の第16作。

## 放送リスト
| 話数 | 放送日         | サブタイトル   |
| ---- | -------------- | -------------- |
| 1    | 1960年10月2日  |                |
| 2    | 1960年10月9日  |                |
| 3    | 1960年10月23日 |                |
| 4    | 1960年10月30日 |                |
| 5    | 1960年11月6日  |                |
| 6    | 1960年11月13日 |                |
| 7    | 1960年11月20日 |                |
| 8    | 1960年11月27日 |                |
| 9    | 1960年12月4日  |                |
| 10   | 1960年12月11日 |                |
| 11   | 1960年12月18日 |                |
| 12   | 1960年12月25日 | 森のクリスマス |
| 13   | 1961年1月8日   |                |
| 14   | 1961年1月15日  |                |
| 15   | 1961年1月22日  |                |
| 16   | 1961年1月29日  |                |
| 17   | 1961年2月5日   | 森からのたより |
| 18   | 1961年2月12日  |                |
| 19   | 1961年2月19日  |                |
| 20   | 1961年2月26日  |                |
| 21   | 1961年3月5日   |                |
| 22   | 1961年3月12日  |                |
| 23   | 1961年3月19日  |                |
| 24   | 1961年3月26日  |                |
| 25   | 1961年4月2日   |                |

## 現存している回
当時、ビデオテープ（2インチVTR）は非常に高価で大容量であり、記録映像は放送後に消去されていたため、マスターテープは1本も残っていません。NHKに残っている映像は、第12話「森のクリスマス」（1960年12月25日放送）のキネレコ1本のみです。